# Westlake Chemical
Westlake Chemical ist ein US-amerikanischer Chemiekonzern aus Houston, der 1986 durch Übernahme eines PE-Werks bei Lake Charles von Occidental Petroleum entstand. Er stellt Polyethylen niedriger Dichte (LDPE und LLDPE), Styrol, sowie über die Chloralkali-Elektrolyse Polyvinylchlorid (PVC), Vinylchlorid, 1,2-Dichlorethan, Chlor sowie Natriumhydroxid her. Bei LDPE ist Westlake der größte Hersteller Nordamerikas.
2014 wurde der deutsche PVC-Hersteller Vinnolit übernommen.

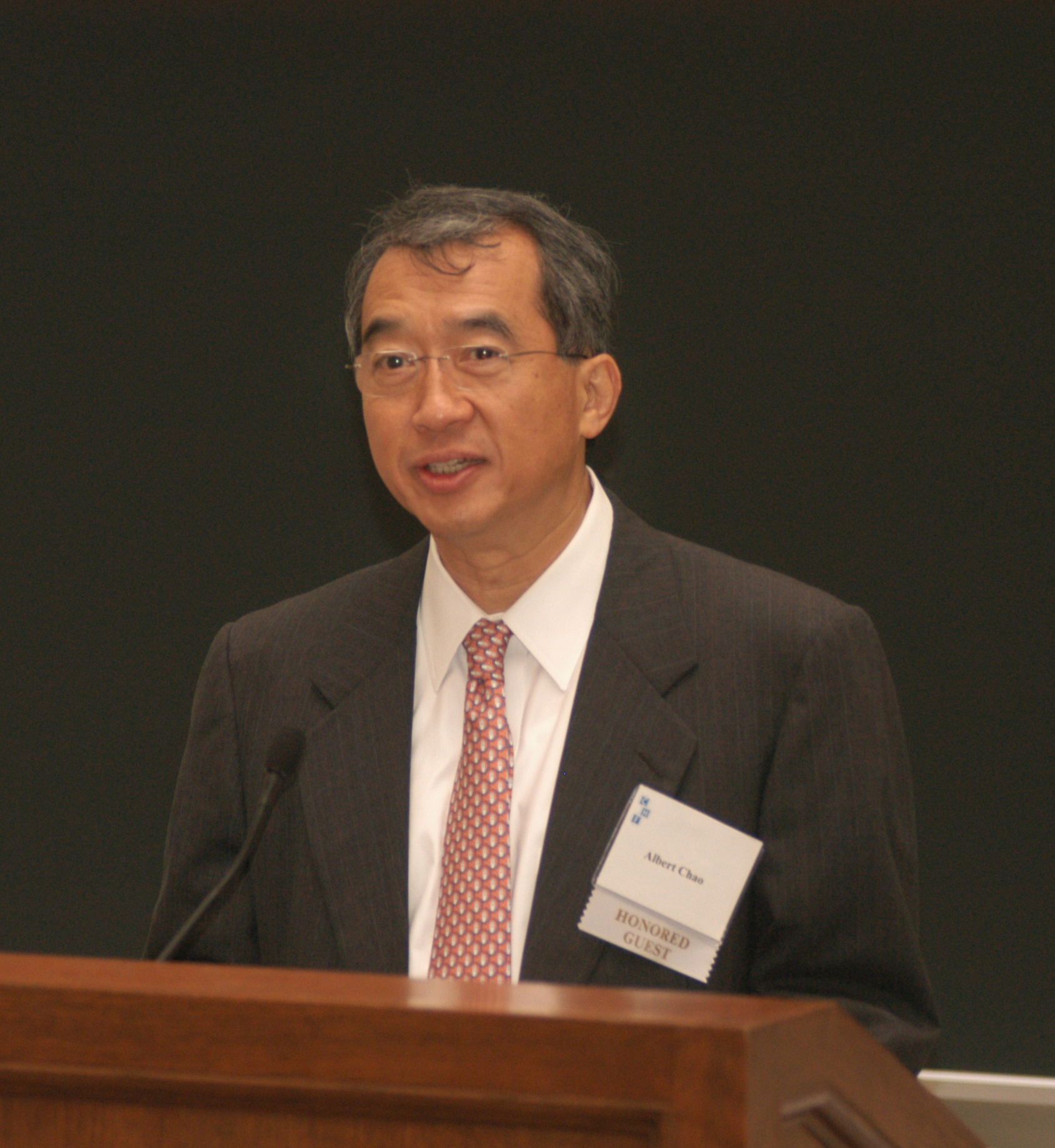
Albert Chao

## Werke
Es gibt vielfältige Produktionsstandorte von Westlake Chemical, darunter:
- Lake Charles, Louisiana: PE, Styrol
- Longview (Texas): PE
- Calvert City, Kentucky: Chloralkali
- Geismar (Louisiana): Chloralkali